# 얘얘
《얘얘》는 1988년 9월 대한민국의 여성 싱어송라이터 장덕에 의해 발표된 네번째 정규 음반이다. 《골든앨범 Vol.2》라는 타이틀로도 알려져 있다. 두봉엔터프라이즈에 의해 발매된 장덕의 골든앨범 시리즈 두번째 음반으로 타이틀곡은 A면 머릿곡으로 수록된 <얘얘>이다. 이 음반은 건전가요를 제외하고 총 9곡이 수록되어 있다(TAPE 음반의 경우 <나의 꿈 이야기>의 경음악 버전과 <나를 불러줘>의 경음악 버전이 A면과 B면의 마지막 트랙으로 각각 수록되어 총 11곡이 수록되어 있다.).

## 배경
그 동안 좀처럼 다른 작곡가들의 곡을 수록하지 않던 장덕은 김파 · 김범룡 등 다른 작곡가들과 교류, 새로운 사운드로의 음악적 변화를 시도하게 되는데, 이 때 나오게 되는 음반이 바로 《얘얘》이다. 일찍이 장덕은 <연안부두>로 유명한 디스코밴드 김트리오의 <사랑은 영원히>라는 곡에서 작사가로 참여하며 멤버 중 한 명인 김파와 인연을 맺게 되었는데, 이후 김파의 집에 가끔 놀러 가곤 했다. 그리고 어느날 김파가 작곡해 놓은 곡들(<얘얘>, <서울의 밤거리>, <나의 꿈 이야기>)의 악보를 접하게 되고 기타로 연주하다가 자신의 음반에 수록하고 싶은 욕심에 김파에게 곡을 달라고 부탁, 승락을 얻어내고 가사를 붙여서 자신의 음반에 수록하게 된다. <내 말 좀 들어요>는 동료 남자가수 김범룡이 작사 · 작곡한 곡으로 자신이 작곡한 <빈 가슴>이라는 곡과 맞바꾼 곡이다. 1988년 초 장덕과 김범룡은 흥미로운 이벤트를 벌였는데, 그것은 두 사람이 신규 음반을 발표할 때 각자 만든 곡을 상대방의 음반에 넣는 것이었다. 그렇게 해서 장덕이 김범룡을 위해 작사 · 작곡한 <빈 가슴>이 김범룡의 정규 4집 음반 《마지막 입맞춤》에 먼저 수록되었고, 이후 김범룡이 장덕을 위해  작사 · 작곡한 <내 말 좀 들어요>가 장덕의 《얘얘》 음반에 수록되게 되었다. <내 말 좀 들어요>는 리메이크 곡들을 제외하고 장덕이 발표한 곡 중 작사와 작곡을 모두 맡지 않은 유일한 곡이다.

## 곡 목록
다음 곡 목록은 LP, TAPE 기준이며 모든 곡들이 장덕에 의해 작사 · 작곡 되었다. 단 A면 1,4,5,6번 트랙, B면 1,3,번 트랙은 예외이다.
Side one
1. "얘얘" (장덕 작사 / 김파 작곡) - 02:58
2. "점점 더 가까워져요" (장덕 작사 / 장덕 작곡) - 03:34
3. "나를 불러줘" (장덕 작사 / 장덕 작곡) - 03:27
4. "내 말 좀 들어요" (김범룡 작사 / 김범룡 작곡) - 03:49
5. "얘얘 (경음악)" (장덕 작곡) - 02:56
6. "나의 꿈 이야기 (경음악)" (김파 작곡) - 03:24 - TAPE 음반에서만 수록되어 있음.

Side two
1. "서울의 밤거리" (장덕 작사 / 김파 작곡) - 03:38
2. "너에게 안녕을 고할 때" (장덕 작사 / 장덕 작곡) - 03:12
3. "나의 꿈 이야기" (장덕 작사 / 김파 작곡) - 03:24
4. "사랑의 느낌" (장덕 작사 / 장덕 작곡) - 03:14
5. "나를 불러줘 (경음악)" (장덕 작곡) - 03:27 - TAPE 음반에서만 수록되어 있음.